# Mathieu Bihet
Mathieu Bihet (Luik, 7 juli 1991) is een Belgisch politicus voor de liberale MR.

## Levensloop
Bihet is van opleiding master in rechten aan de Universiteit Luik, een diploma dat hij in 2016 behaalde. Tijdens zijn studieperiode was hij van 2014 tot 2015 als studentenvertegenwoordiger lid van de raad van bestuur en het directiecomité van de universiteit.
Na van 2016 tot 2017 stage te hebben gelopen als advocaat in publiekrecht, werkte hij van juni 2017 tot maart 2020 bij de partij MR, als juridisch adviseur op de cel ondersteuning voor lokale verkozenen. Daarnaast was hij van januari 2015 tot oktober 2019 nationaal voorzitter van de jongerenafdeling van MR. 
In oktober 2012 werd hij voor de Franstalige liberalen verkozen tot gemeenteraadslid van Neupré. In die gemeente werd Bihet in juli 2017 schepen bevoegd voor Ruimtelijke Ordening en Stedenbouw, Digitalisering, Cultuur, Economische Zaken, Landbouw en Landelijke Ontwikkeling. Na de verkiezingen van oktober 2018 werd hij eerste schepen met de opdrachten Ruimtelijke Ordening, Economische Zaken en Leefmilieu. Vanaf december 2024 was hij eerste schepen belast met Stedenbouw, Economie, Leefmilieu, Landelijke Ontwikkeling en Handel. 
Bij de federale verkiezingen van mei 2019 stond Mathieu Bihet als eerste opvolger op de kieslijst van de MR voor de kieskring Luik. Van maart tot oktober 2020 zetelde hij in de Kamer van volksvertegenwoordigers, als opvolger van Daniel Bacquelaine, die in die periode minister was in de regering-Wilmès II.
Van november 2019 tot september 2024 zetelde Bihet in de raad van bestuur van de Waalse Vereniging van Steden en Gemeenten en van mei 2021 tot december 2022 was hij lid van de raad van bestuur van de Nationale Maatschappij der Belgische Spoorwegen.
In november 2020 werd Bihet door MR-voorzitter Georges-Louis Bouchez benoemd tot algemeen afgevaardigde van de MR. In die functie werd hij verantwoordelijk voor het ontwikkelen en verdedigen van nieuwe ideeën binnen de partij en diende hij het interne debat daarover aan te zwengelen. Tevens ging hij een schakel vormen tussen de lokale afdelingen en het nationale bestuur van de partij. Hij oefende deze functie uit tot in juli 2024. Van maart 2021 tot september 2024 was hij tevens voorzitter van de liberale jongerenorganisatie Jeunes et Libres. In september 2024 werd hij lesgever in de materies Belgische en Europese instellingen in de opleiding voor pr-adviseur voor de afdeling Luik-Hoei-Verviers van het IFAPME, het Waalse instituut voor beroepsopleiding in het voortgezet onderwijs.
Van september 2022 tot juni 2024 zetelde Mathieu Bihet opnieuw in de Kamer als opvolger van Kattrin Jadin, die tot rechter in het Grondwettelijk Hof was benoemd. Bij de federale verkiezingen van juni 2024 stond Bihet opnieuw als eerste opvolger op de lijst. Een maand later, in juli 2024, werd Bihet voor de derde keer Kamerlid ter opvolging van Pierre-Yves Jeholet, die minister werd in de Waalse regering. Van september 2024 tot februari 2025 was hij in de Kamer voorzitter van de onderzoekscommissie over Operatie Kelk. Als Kamerlid ging Bihet zich vooral toeleggen op de dossiers rond energie, institutionele hervormingen, sociale zaken en justitie. 
Op 3 februari 2025 legde hij de eed af als federaal minister van Energie in de Regering-De Wever.